# Sindrome di Churg-Strauss
La sindrome di Churg-Strauss (in inglese Churg-Strauss syndrome in sigla CSS), nella nuova classificazione ufficiale internazionale detta granulomatosi eosinofila con poliangioite (Eosinophilic granulomatosis with polyangiitis o EGPA), è un tipo di vasculite sistemica dei piccoli vasi sanguigni, sia arterie (arterite delle arteriole) che vene. Tale malattia, di natura autoimmune come quasi tutte le vasculiti, è così chiamata in onore dei primi medici che descrissero le manifestazioni del morbo, Jacob Churg e Lotte Strauss, nel 1951.

## Epidemiologia ed eziologia
Colpisce prevalentemente i maschi nella fascia di età compresa fra la terza e la sesta decade, spesso soggetti con storia di allergia, di rinite allergica con perdita dell'olfatto (anosmia), di asma bronchiale molto frequente, con una spiccata tendenza all'eosinofilia sanguigna.
Non è chiaro cosa sviluppi la vasculite negli individui allergici, con asma, rinite ed eosinofilia, che la contraggono (una piccola percentuale di questi pazienti allergologici), probabilmente un problema ulteriore al sistema immunitario, fattori genetici o l'uso di alcuni particolari farmaci possono innescare la patologia.

## Sintomatologia
I sintomi e i segni clinici presentano (gli stadi non sono necessariamente e nettamente separati):
- primo stadio o stadio allergico, caratterizzato da allergia respiratoria e cutanea; sono presenti sinusopatia (sinusite molto dolorosa), asma bronchiale, rinite, angioite allergica, rash cutaneo, possibilità di poliposi naso-sinusale, aumento dell'eosinofilia; febbre bassa; stanchezza; fatica;
- secondo stadio o stadio eosinofilico, caratterizzato da ipereosinofilia sanguigna a causa della reazione allergica; vi sono alta presenza di anticorpi anticorpi anti-citoplasma dei neutrofili (ANCA), miosite eosinofilica, eosinofilia diffusa al fegato, febbre ricorrente, sudorazione notturna, sintomatologia dolorosa articolare, granulomi cutanei, tosse, emorragie interne, inizio di neuropatia periferica, polmonite eosinofila, gastroenterite eosinofila, esofagite eosinofila, fascite eosinofila; le manifestazioni possono assomigliare alla sindrome di Löffler;
- terzo stadio o stadio vasculitico, con vasculite vera e propria (infiammazione dei vasi sanguigni, in particolare dei piccoli vasi, sia vene che arterie) causata dalle reazioni causate dalle infiltrazioni eosinofiliche; sono presenti porpora cutanea, necrosi fibrinoide cellulare che può colpire diversi organi (come l'intestino), rischio di insufficienza renale acuta e di insufficienza cardiaca, miocardite, tamponamento cardiaco, ulcere, appendicite, rischio di peritonite, colecistite, pancreatite, neuropatia periferica diffusa.

## Diagnosi e controllo periodico
La diagnosi primaria avviene tramite la clinica dei sintomi, e i rilevamenti dell'ipereosinofilia nel sangue con presenza contemporanea elevata degli anticorpi ANCA, reperti tipici della sindrome, poi la diagnosi definitiva con la biopsia dei piccoli vasi. Vi è spesso suscettibilità alle malattie autoimmuni, frequenza di rinite allergica.

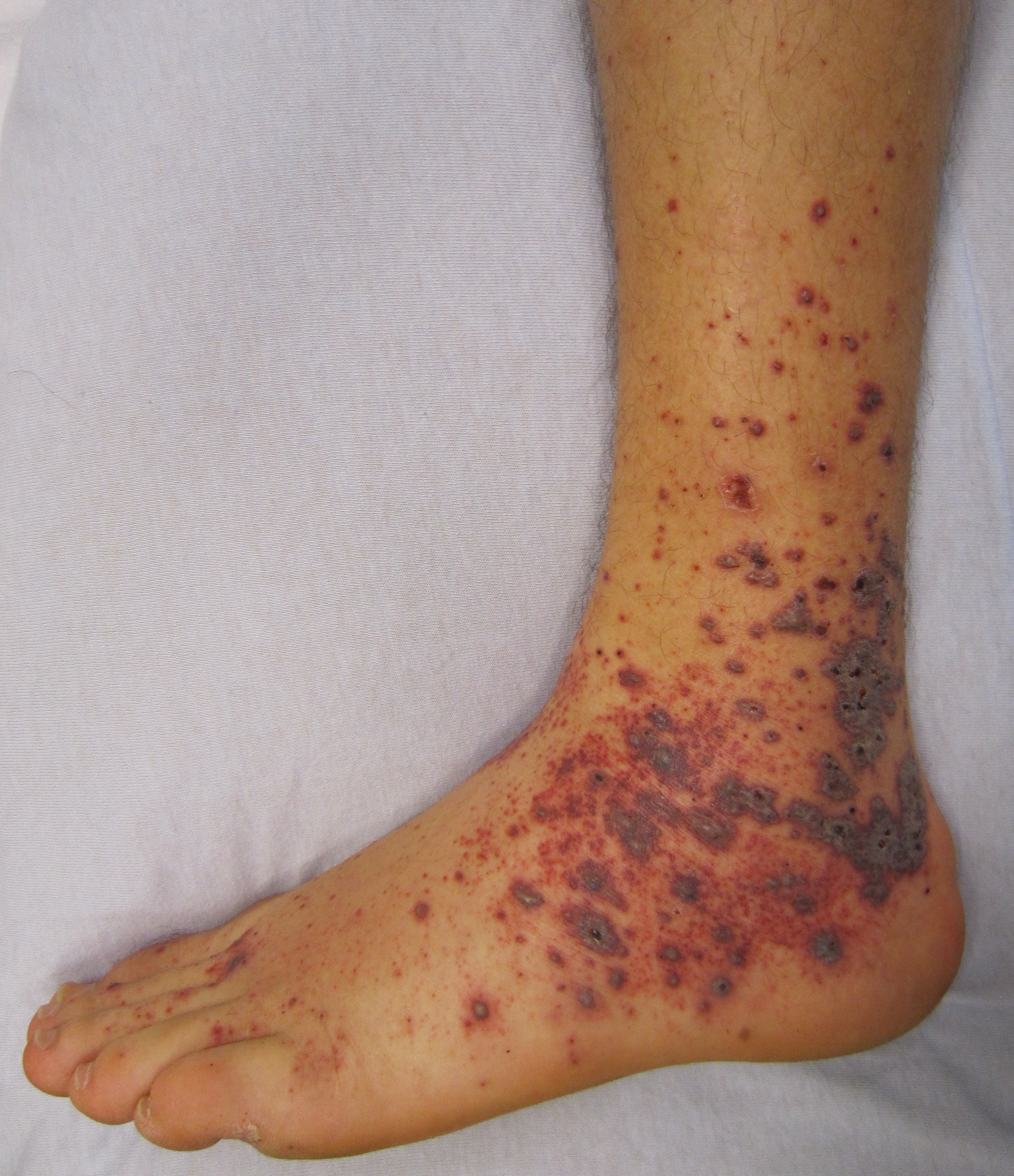
Porpora cutanea dovuta a vasculite

I marcatori diagnostici includono specialmente i granulociti eosinofili e i granulomi nel tessuto affetto e la presenza degli ANCA. L'American College of Rheumatology nel 1990 stabilì per la diagnosi della sindrome di Churg-Strauss questi criteri, oltre alla presenza degli ANCA e a volte degli ENA:
- Asma ricorrente
- Eosinofilia sanguigna, cioè conteggio ematico di eosinofili superiore a 500/microL circa, o ipereosinofilia, cioè conteggio ematico di eosinofili superiore a 1 500/microL (indicato spesso come 15.0 nelle normali analisi di laboratorio)
- Presenza di mononeuropatia o polineuropatia in 3/4 dei pazienti[3] (ossia tipologie di neuropatia periferica, con disturbi della sensibilità, disautonomia, debolezza muscolare in forma di miastenia, fatica, astenia e ipostenia, ipereccitabilità muscolare, ecc.)
- Infiltrati leucocitari polmonari (da polmonite eosinofila) non fissati
- Presenza di anomalie del seno paranasale (es. poliposi naso-sinusale, ipertrofia dei turbinati e/o delle adenoidi);
- Evidenza di eosinofili extravascolari

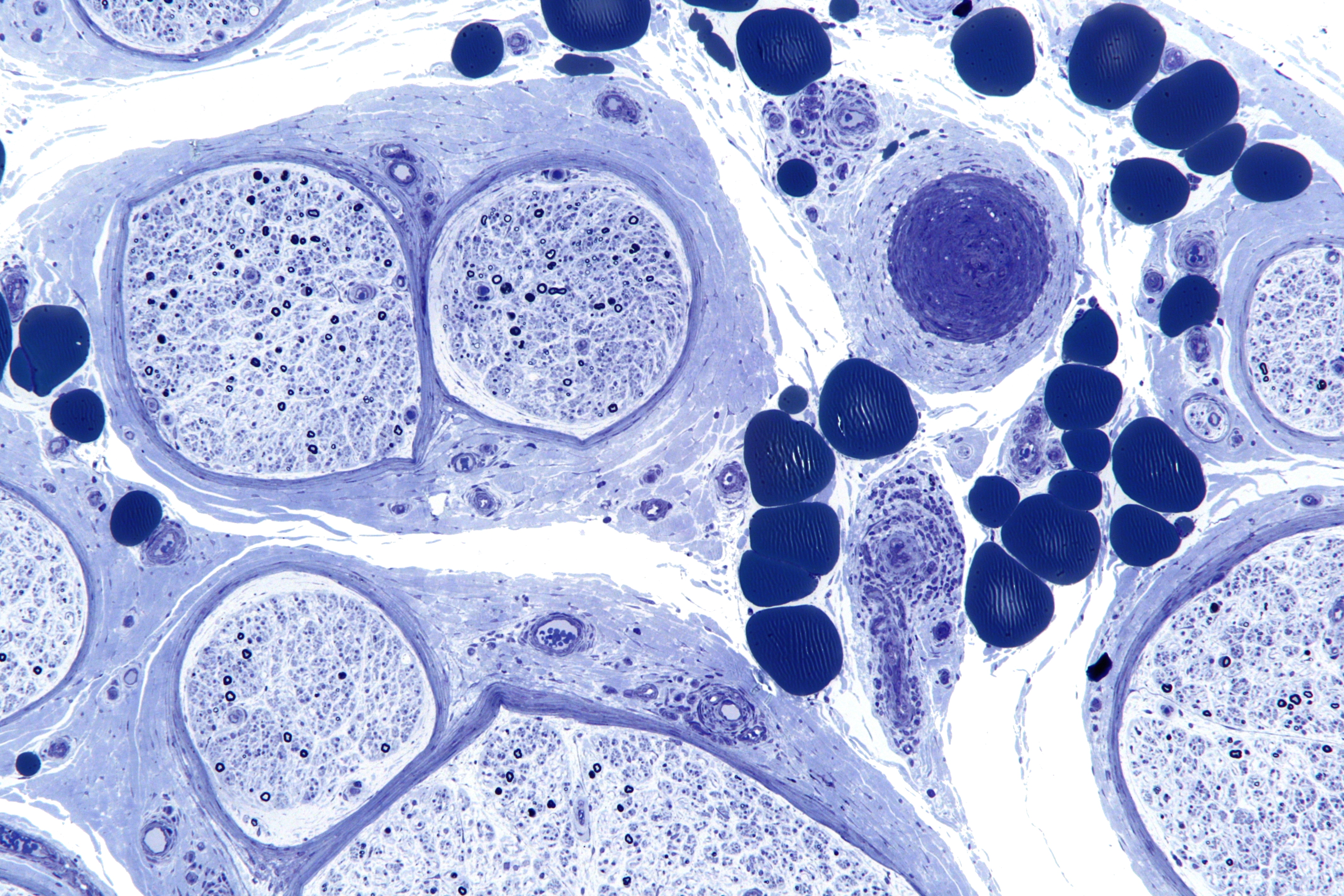
Neuropatia visibile su biopsia di nervo periferico, dovuta a vasculite.

Ai fini della classificazione, si dice che un paziente abbia la sindrome di Churg-Strauss (CSS) se almeno 4 di questi 6 criteri sono positivi. La presenza di 4 o più dei 6 criteri produce una sensibilità dell'85% e una specificità del 99,7%. Presenza di ANCA ed eosinofilia, con criteri inferiori a 4 su 6 può aumentare il rischio futuro di contrarre la sindrome
Gli esami mirano a confermare la diagnosi e valutare il grado di coinvolgimento degli organi nonché a distinguere con diagnosi differenziale la CSS da altri disturbi con eosinofilia (infezioni parassitarie, reazioni a farmaci, singole polmonite eosinofila acuta e polmonite eosinofila cronica, aspergillosi broncopolmonare allergica, sindrome ipereosinofila idiopatica). La diagnosi si evince dal quadro clinico e dai risultati degli esami di laboratorio, generalmente la confermata arriva con una biopsia del polmone o di un tessuto colpito. Gli esami del sangue e la radiografia del torace (RX torace) vengono eseguiti, ma non sono diagnostici specifici. L'emocromo con formula leucocitaria è eseguito periodicamente per verificare l'eosinofilia. I livelli di IgE e di proteina C reattiva e la velocità di eritrosedimentazione sono controllati periodicamente per i livelli di infiammazione, così come l'esame delle urine e la creatininemia (per monitorare il coinvolgimento del rene) e i livelli di elettroliti. La RX torace può moestrare infiltrati polmonari a chiazze. L'ecocardiogramma 2D del cuore deve essere eseguito almeno una volta, periodicamente in caso di sintomatologia cardiaca.

## Prognosi
Il gruppo francese posto a capo dello studio delle vasculiti ha scoperto cinque fattori di rischio che possono portare alla morte della persona affetta da tale patologia:
- Emorragia gastrointestinale
- Cardiomiopatia

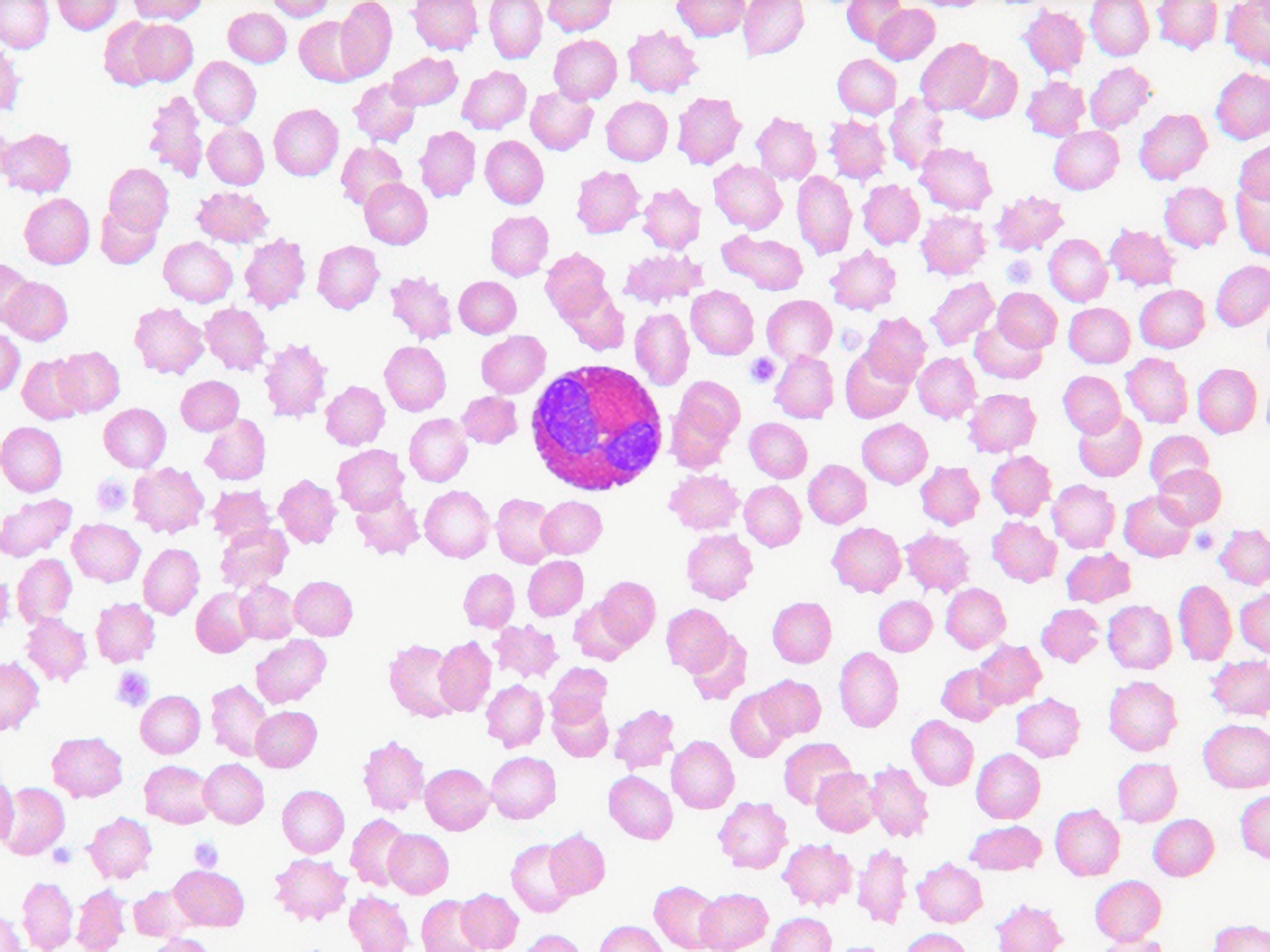
Eosinofili aumentati nel sangue periferico.

- Coinvolgimento del sistema nervoso centrale
- Proteinuria
- Insufficienza renale cronica

La sola presenza di uno di questi fattori porta ad una mortalità che si attesta sul 12% che si alza drasticamente con la presenza di un altro dei fattori citati, fino al 26 %, mentre al 46 % a 5 anni dalla diagnosi in caso di presenza di più fattori di rischio.
Tuttavia, come per altre patologie autoimmuni (come il lupus eritematoso sistemico, le altre vasculiti e la sclerodermia), negli ultimi anni la prognosi della maggioranza dei pazienti è molto migliorata grazie alle nuove terapie, per cui il 90 % dei pazienti ottiene una remissione parziale o totale dei sintomi per almeno 5-10 anni dopo la diagnosi, evitando a volte l'instaurazione dello stadio vasculitico che è il più pericoloso a causa del coinvolgimento cardiaco e renale. La diagnosi precoce aumenta le aspettative di vita oltre il 90 %.

## Terapia

Molecola di azatioprina.

Il trattamento, come per molte forme di vasculiti, avviene tramite somministrazione di farmaci quali immunosoppressori, quali                                                                                                                                                                                   corticosteroidi (es. glucocorticoidi), seguiti da altri agenti come la ciclofosfamide, l'azatioprina e il metotrexato. I corticosteroidi monofase sono il trattamento primario, ma spesso non ottengono remissione completa e duratura.
In certi casi si deve ricorrere a interventi chirurgici gastrointestinali per asportare parti di organi necrotizzati. A volte si deve ricorrere alla riabilitazione di certe facoltà danneggiate, come nel danno neurologico.
Dagli ultimi anni sono disponibili nuovi farmaci specifici che hanno dato buoni risultati come, dal 2017, il mepolizumab, un farmaco approvato per l'asma grave.